# MBDA
MBDA es una compañía con operaciones en Reino Unido, Francia, Alemania e Italia que diseña y fabrica misiles. Se formó con la fusión de Aérospatiale-Matra Missiles (de EADS), Finmeccanica (ahora Leonardo) y BAe Dynamics en diciembre de 2001. En 2003 la compañía tenía 10 000 empleados. En 2008, MBDA registró un volumen de negocios de 2700 millones de euros, produjo unos 3.000 misiles y consiguió una cartera de pedidos de 11.900 millones de euros. MBDA trabaja con unas 90 fuerzas armadas de todo el mundo.

## Productos
- Misiles aire-aire:
  - AIM-132 ASRAAM
  - Meteor
  - Mica
- Misiles superficie-aire:
  - Mistral
  - Eurosam Aster

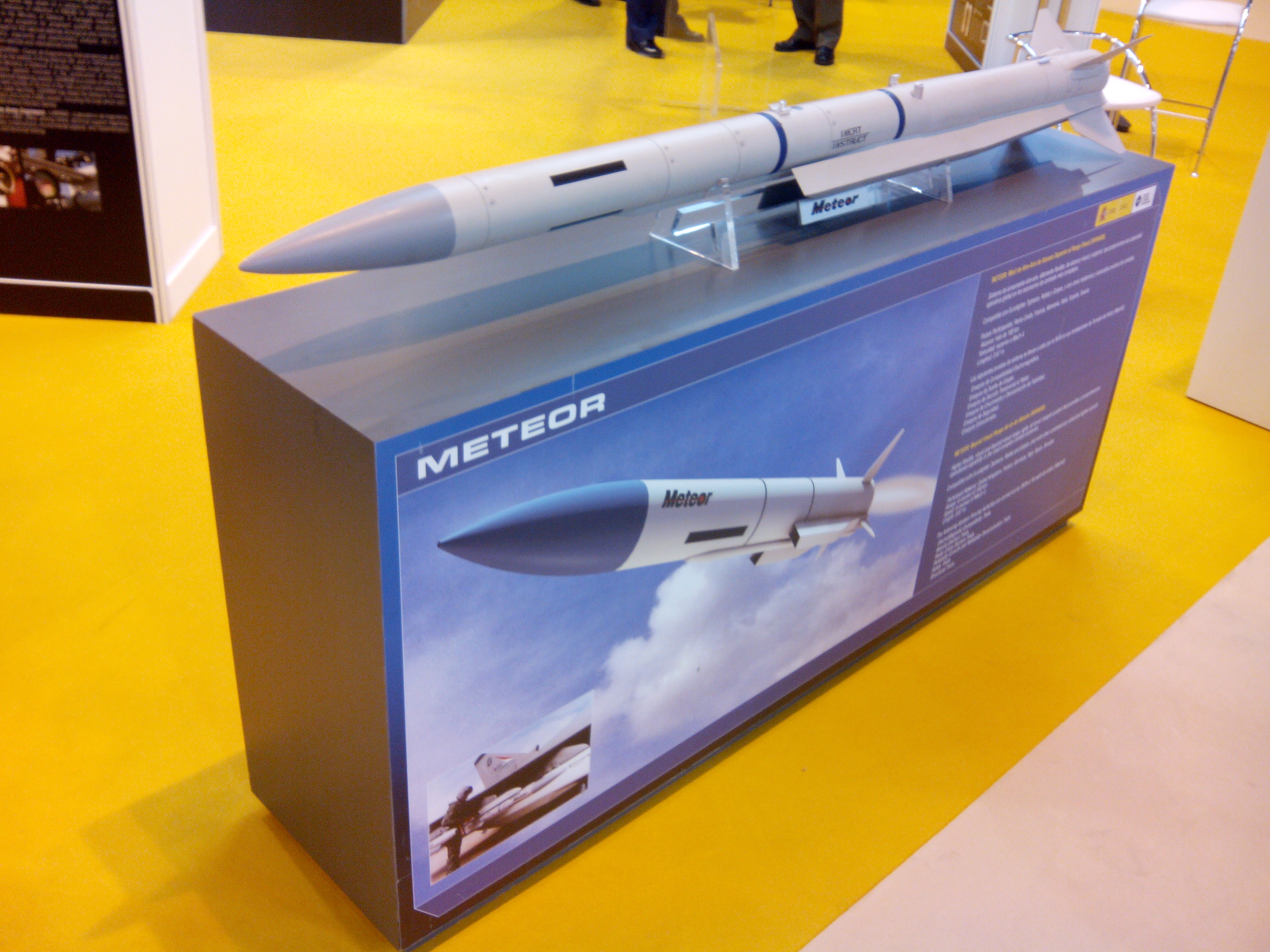
Misil Meteor, diseñado y producido por la MBDA.

  - LFK NG (en colaboración con Diehl BGT Defence)
  - Aspide
  - Rapier
  - Seawolf
- Misiles aire-superficie:
  - Apache y derivados como el Storm Shadow/SCALP-EG
  - AS-30L
  - PGM 500 y PGM 2000
  - ASMP
- Misiles antibuque:
  - Exocet
  - Otomat/Teseo
  - Marte
  - Sea Skua
- Misiles antitanque:
  - MILAN
  - PARS 3 LR (en colaboración con Diehl BGT Defence)
  - ERYX
  - Brimstone
  - HOT
- Sistemas
  - Spada
  - Eurosam SAMP/T
  - Sistemas de misiles PAAMS:
    - UKAMS PAAMS(S)
    - Eurosam PAAMS(E)

  - Eurosam SAAM-IT
  - Eurosam SAAM-FR

## Sedes
- Francia:
  - Bourges
  - Selles-Saint-Denis
  - Le Plessis-Robinson
- Alemania:
  - Schrobenhausen
  - Ulm
  - Aschau am Inn
- Italia:
  - La Spezia
  - Roma
  - Fusaro
- Reino Unido:
  - Filton, Bristol
  - Lostock, Bolton
  - Stevenage, Hertfordshire
  - Londres
- Estados Unidos:
  - Westlake Village, California
  - Washington D. C.
  - Huntsville, Alabama